# ウ・タント島

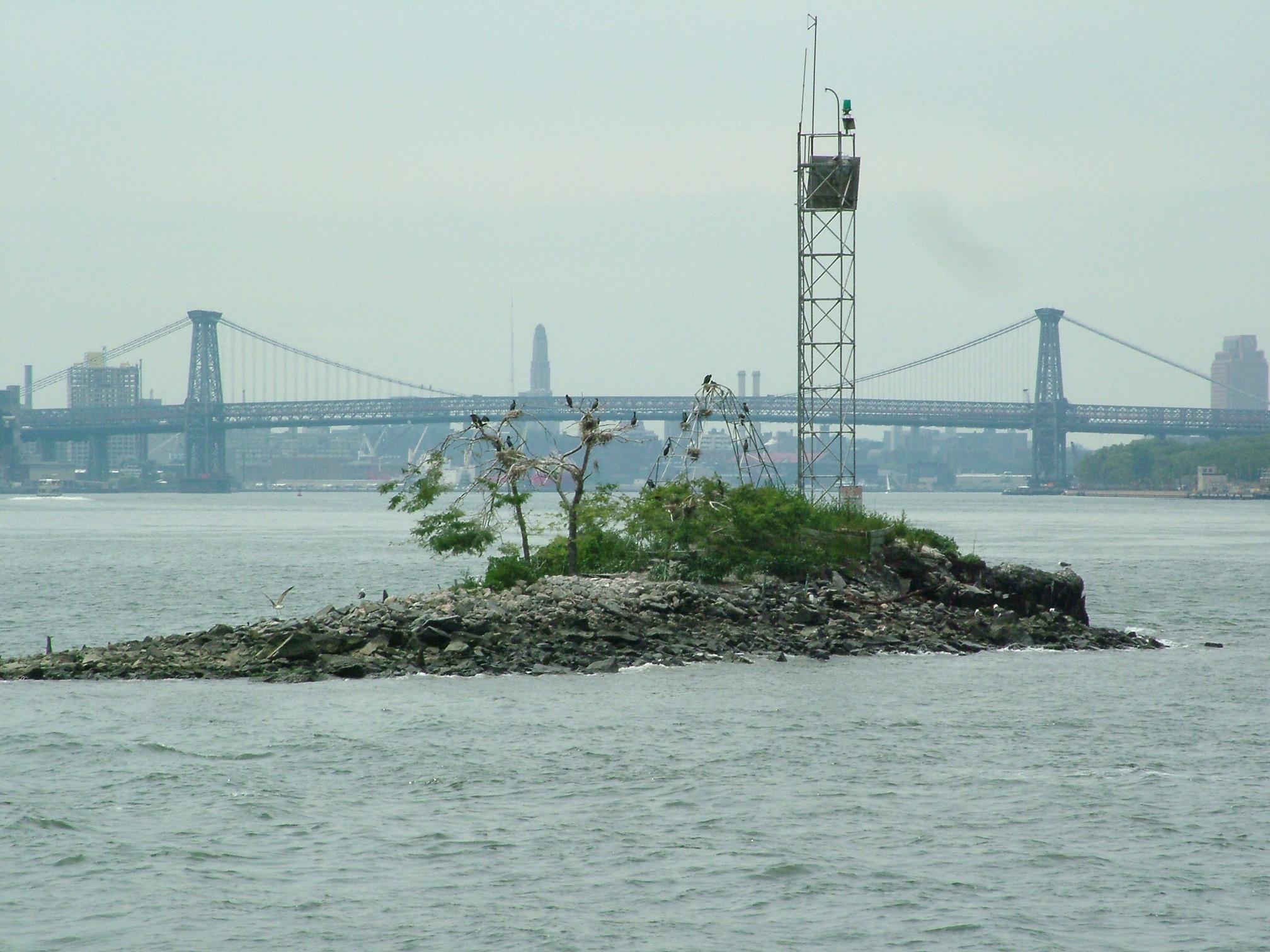
北から見たウ・タント島。背後の橋はウィリアムズバーグ橋。

ウ・タント島 (U Thant Island)、正式名称ベルモント島 (Belmont Island) は、ニューヨーク市マンハッタン区の中で最小の島である。この小さな人工島は面積30×61 mで、イースト川のルーズベルト島のすぐ南に位置している。マンハッタン42丁目の国際連合本部ビルとクイーンズ区ロングアイランド・シティ (en) のガントリー・プラザ・ステート・パーク (en) の中間あたりに位置し、法的にはマンハッタン区およびニューヨーク郡の領域である。
この小島はニューヨーク市公園・保養局 (en) によって管理されており、ミミヒメウの小集団などの渡り鳥のための自然保護区となっている。一般の侵入は禁止されている。周囲の岩礁はストライプドバス釣りの名所となっている。

## 歴史

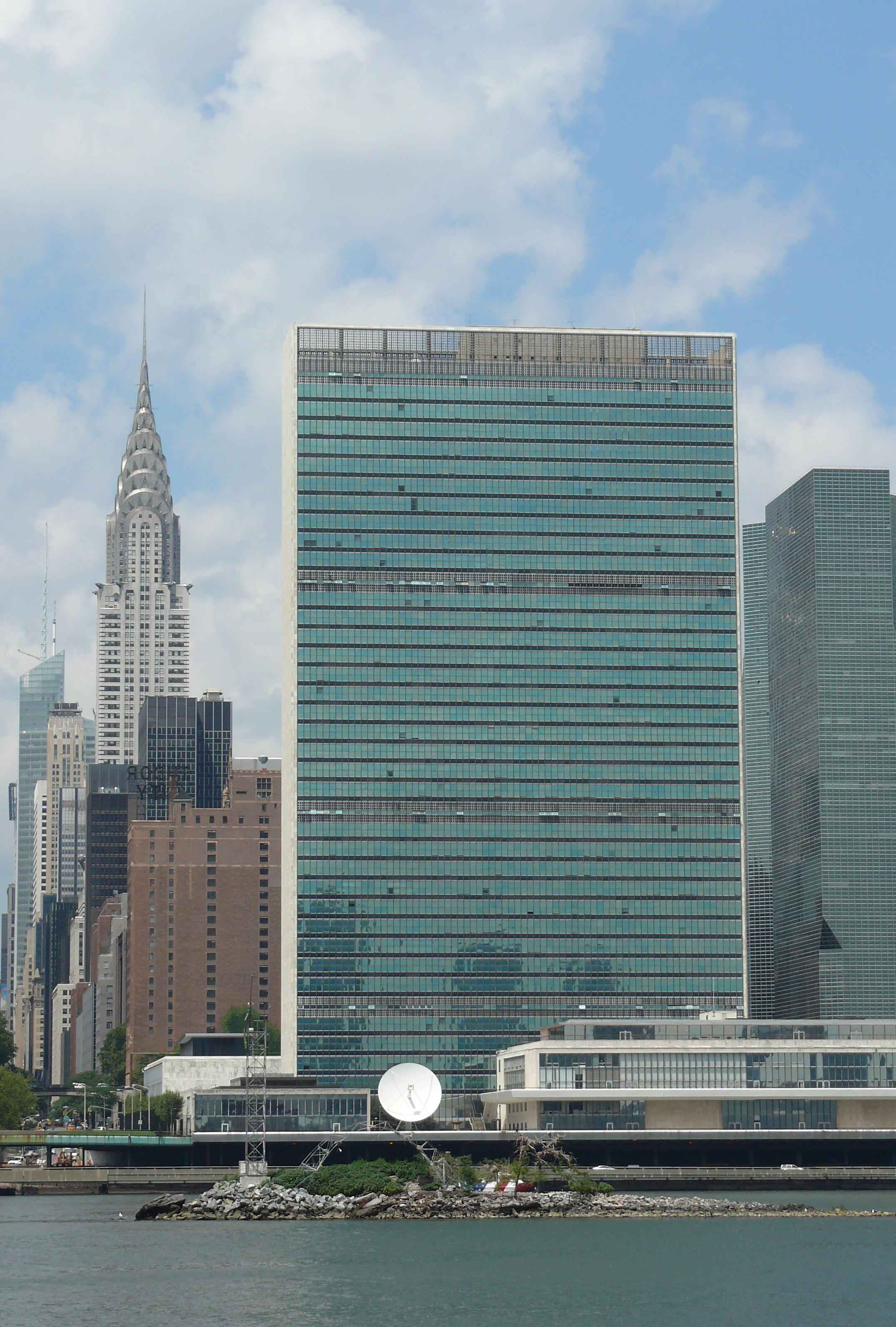
クライスラービルと国際連合本部ビルとともに。

1890年代、ウィリアム・スタインウェイ (en) は、イースト川の水底にマンハッタン島と彼の名を関するカンパニー・タウンであるスタインウェイ・ヴィレッジ、現在のアストリア (en) をつなぐためのトローリー用トンネルを建設した。建設工事中、Man-o'-War岩礁として知られる花崗岩層の掘削によって生じた土砂から埋め立て地の島が作られた。スタインウェイは竣工前に他界し、投資家のオーガスト・ベルモント・ジュニア (en) によってこのプロジェクトは1907年に完了した。この出資者の名前からベルモント島が法的な正式名称となった。こうして完成したスタインウェイ・トンネル (en) はニューヨーク市地下鉄IRTフラッシング線 (en)（7 <7>トレイン）が現在でも走っている。このトンネルはウ・タント島の真下を通っている。
1977年、この島は国連の平和瞑想 (Peace Meditation) と呼ばれるグループ、国連本部の従業員および国連の異教徒間牧師を務めた指導者シュリ・チンモイの信奉者たちによって取得された。彼らはこの小島をニューヨーク州から借り受け、表面を緑化し、非公式にチンモイの友達で国際連合事務総長であったウ・タントの名前に改名した。この名前は非公式のものではあるが、一般にはこの名前で知られるようになった。この場所には、ウ・タントの私物を保存するための金属製の彫刻"一体性のアーチ" (oneness arch) が設置されている。
1999年、ニューヨークタイムズマガジン (en)は芸術品を21世紀の間保管するタイムカプセルのデザインの国際設計競技を主催、建築家のカプレス・ジェファーソンCaples Jeffersonが、徐々に分解してゆき30世紀になるとちょうどタイムカプセルだけが残るような大理石のオベリスクを提案した。
2004年の共和党党大会の期間中、ニューヨーク市エリアの小島巡りをおこなっている地元アーティストで映画製作者のen:Duke Rileyは、夜の闇の中、友達とボートでこの島に侵入し、この島を自身の統治国家として主権を主張し、二匹の電気ウナギが描かれた長さ21-フート (6.4 m)の三角旗を島のナビゲーション塔に掲げた。彼らがこの島から戻る時はすでに夜が空けており、彼らはアメリカ沿岸警備隊に拘束されたが、逮捕はされなかった。この事件の全貌はBelmont Island (SMEACC)というタイトルのRileyによる動画に収められている。